# Dariusz Szczubiał
Dariusz Szczubiał (Zabrze, 5 settembre 1957) è un allenatore di pallacanestro ed ex cestista polacco.

## Carriera
Con la Polonia ha disputato quattro edizioni dei Campionati europei (1981, 1985, 1987, 1991).

## Palmarès

### Squadra
- Campionato polacco: 2

Zagłębie Sosnowiec: 1984-85, 1985-86
- Coppa di Polonia: 1

Zagłębie Sosnowiec: 1983

### Individuale
- Polska Liga Koszykówki MVP: 1

Zagłębie Sosnowiec: 1982-1983